# Норвегія на зимових Олімпійських іграх 1980
Норвегія на зимових Олімпійських іграх 1980 року, які проходили в американському місті Лейк-Плесід, була представлена 64 спортсменами (55 чоловіками та 9 жінками) у 7 видах спорту. Прапороносцем на церемоніях відкриття та закриття Олімпійських ігор був ковзаняр Ян Егіль Сторгольт.
Норвезькі спортсмени вибороли 10 медалей, з них 1 золоту, 3 срібних та 6 бронзових. Олімпійська збірна Норвегії зайняла 8 загальнокомандне місце.

## Медалісти
| Медаль | Призери                                               | Вид спорту          | Дисципліна                    |
| ------ | ----------------------------------------------------- | ------------------- | ----------------------------- |
| Золото | Бйорг Ева Єнсен                                       | Ковзанярський спорт | 3000 м (жінки)                |
| Срібло | Ларс-Ерік Еріксен Пер Кнут Оланд Уве Аунлі Уддвар Бро | Лижні гонки         | 4 × 10 км естафета (чоловіки) |
| Срібло | Кай Арне Стенсх'єммет                                 | Ковзанярський спорт | 1500 м (чоловіки)             |
| Срібло | Кай Арне Стенсх'єммет                                 | Ковзанярський спорт | 5000 м (чоловіки)             |
| Бронза | Уве Аунлі                                             | Лижні гонки         | 15 км (чоловіки)              |
| Бронза | Бріт Петтерсен Анетте Боє Маріт Мюрмель Беріт Аунлі   | Лижні гонки         | 4 × 5 км естафета (жінки)     |
| Бронза | Фруде Роннінг                                         | Ковзанярський спорт | 1000 м (чоловіки)             |
| Бронза | Тер'є Андерсен                                        | Ковзанярський спорт | 1500 м (чоловіки)             |
| Бронза | Том Ерік Оксгольм                                     | Ковзанярський спорт | 5000 м (чоловіки)             |
| Бронза | Том Ерік Оксгольм                                     | Ковзанярський спорт | 10000 м (чоловіки)            |

## Біатлон
Чоловіки
| Дисципліна | Спортсмен      | Промахи | Час      | Місце |
| ---------- | -------------- | ------- | -------- | ----- |
| 10 км      | Тер'є Крокстад | 4       | 35:15.40 | 17    |
| 10 км      | Одд Ліргус     | 2       | 34:10.39 | 7     |
| 10 км      | К'єль Собак    | 1       | 33:34.64 | 5     |

| Дисципліна | Спортсмен        | Час        | Пенальті | Підсумковий час | Місце |
| ---------- | ---------------- | ---------- | -------- | --------------- | ----- |
| 20 км      | Одд Ліргус       | 1'07:39.41 | 8        | 1'15:39.41      | 23    |
| 20 км      | Сіглейф Йогансен | 1'11:20.12 | 2        | 1'13:20.12      | 13    |
| 20 км      | Свейн Енген      | 1'08:30.25 | 3        | 1'11:30.25      | 4     |

Чоловіки, 4 x 7.5 км естафета
| Спортсмени                                          | Дистанція | Дистанція  | Дистанція |
| Спортсмени                                          | Промахи   | Час        | Місце     |
| --------------------------------------------------- | --------- | ---------- | --------- |
| Свейн Енген К'єль Собак Одд Ліргус Сіглейф Йогансен | 3         | 1'38:11.76 | 4         |

## Гірськолижний спорт
Чоловіки
| Спортсмен            | Дисципліна         | Дистанція 1 | Дистанція 1 | Дистанція 2 | Дистанція 2 | Разом   | Разом |
| Спортсмен            | Дисципліна         | Час         | Місце       | Час         | Місце       | Час     | Місце |
| -------------------- | ------------------ | ----------- | ----------- | ----------- | ----------- | ------- | ----- |
| Арнт Ерік Дале       | швидкісний спуск   |             |             |             |             | 1:49.26 | 19    |
| Ерік Гокер           | швидкісний спуск   |             |             |             |             | 1:49.09 | 17    |
| Пауль Арне Скаєм     | гігантський слалом | 1:23.12     | 30          | 1:23.99     | 23          | 2:47.11 | 24    |
| Одд Сорлі            | гігантський слалом | 1:22.87     | 26          | 1:24.43     | 26          | 2:47.30 | 25    |
| Ярле Гальснес        | гігантський слалом | 1:21.64     | 12          | 1:22.85     | 14          | 2:44.49 | 11    |
| Кнут Ерік Йоганнесен | слалом             | DNF         | –           | –           | –           | DNF     | –     |
| Одд Сорлі            | слалом             | 56.93       | 23          | 54.43       | 22          | 1:51.36 | 20    |
| Ярле Гальснес        | слалом             | 56.44       | 19          | 53.69       | 18          | 1:50.13 | 16    |
| Пауль Арне Скаєм     | слалом             | 55.11       | 12          | 52.10       | 11          | 1:47.21 | 11    |

Жінки
| Спортсмен         | Дисципліна         | Дистанція 1 | Дистанція 1 | Дистанція 2 | Дистанція 2 | Разом   | Разом |
| Спортсмен         | Дисципліна         | Час         | Місце       | Час         | Місце       | Час     | Місце |
| ----------------- | ------------------ | ----------- | ----------- | ----------- | ----------- | ------- | ----- |
| Торіль Ф'єльдстад | швидкісний спуск   |             |             |             |             | 1:39.69 | 7     |
| Торіль Ф'єльдстад | гігантський слалом | 1:18.26     | 20          | 1:31.40     | 24          | 2:49.66 | 22    |
| Торіль Ф'єльдстад | слалом             | DNF         | –           | –           | –           | DNF     | –     |

## Ковзанярський спорт
Чоловіки
| Дисципліна | Спортсмен             | Дистанція | Дистанція |
| Дисципліна | Спортсмен             | Час       | Місце     |
| ---------- | --------------------- | --------- | --------- |
| 500 м      | Кай Арне Енгельстад   | 39.30     | 16        |
| 500 м      | Ярле Педерсен         | 38.83     | 6         |
| 500 м      | Фруде Роннінг         | 38.66     | 4         |
| 1000 м     | Ян Егіль Сторгольт    | 1:19.34   | 17        |
| 1000 м     | Тер'є Андерсен        | 1:18.52   | 12        |
| 1000 м     | Фруде Роннінг         | 1:16.91   | 3         |
| 1500 м     | Ян Егіль Сторгольт    | 1:57.95   | 6         |
| 1500 м     | Тер'є Андерсен        | 1:56.92   | 3         |
| 1500 м     | Кай Арне Стенсх'єммет | 1:56.81   | 2         |
| 5000 м     | Оювінд Тветер         | 7:08.36   | 5         |
| 5000 м     | Том Ерік Оксгольм     | 7:05.59   | 3         |
| 5000 м     | Кай Арне Стенсх'єммет | 7:03.28   | 2         |
| 10000 м    | Альф Рекстад          | 15:05.70  | 13        |
| 10000 м    | Оювінд Тветер         | 14:43.53  | 5         |
| 10000 м    | Том Ерік Оксгольм     | 14:36.60  | 3         |

Жінки
| Дисципліна | Спортсмен          | Дистанція  | Дистанція |
| Дисципліна | Спортсмен          | Час        | Місце     |
| ---------- | ------------------ | ---------- | --------- |
| 1000 м     | Бйорг Ева Єнсен    | 1:28.55    | 12        |
| 1500 м     | Лісбет Корсмо-Берг | 2:15.63    | 14        |
| 1500 м     | Бйорг Ева Єнсен    | 2:12.59    | 4         |
| 3000 м     | Лісбет Корсмо-Берг | 4:54.95    | 20        |
| 3000 м     | Бйорг Ева Єнсен    | 4:32.13 OR | 1         |

## Лижне двоборство
Дисципліни:
- нормальний трамплін
- лижні гонки, 15 км

| Спортсмен            | Дисципліна    | Стрибки з трампліна | Стрибки з трампліна | Стрибки з трампліна | Стрибки з трампліна | Лижні гонки | Лижні гонки | Лижні гонки | Разом   | Разом |
| Спортсмен            | Дисципліна    | Відстань 1          | Відстань 2          | Бали                | Місце               | Час         | Бали        | Місце       | Бали    | Місце |
| -------------------- | ------------- | ------------------- | ------------------- | ------------------- | ------------------- | ----------- | ----------- | ----------- | ------- | ----- |
| Арне Мортен Гранліен | індивідуальні | 70.0                | 69.5                | 158.5               | 30                  | DNF         | –           | –           | DNF     | –     |
| Гальстейн Богсет     | індивідуальні | 76.5                | 83.5                | 203.8               | 8                   | 50:29.9     | 195.190     | 19          | 398.990 | 11    |
| Одд Арне Енг         | індивідуальні | 79.0                | 79.5                | 199.9               | 12                  | 57:56.2     | 128.245     | 29          | 328.145 | 29    |
| Том Сандберг         | індивідуальні | 81.0                | 78.0                | 203.7               | 9                   | 48:19.4     | 214.765     | 5           | 418.465 | 4     |

## Лижні гонки
Чоловіки
| Дисципліна | Спортсмен         | Дистанція  | Дистанція |
| Дисципліна | Спортсмен         | Час        | Місце     |
| ---------- | ----------------- | ---------- | --------- |
| 15 км      | Торе Гуллен       | 44:42.73   | 30        |
| 15 км      | Ларс-Ерік Еріксен | 43:11.51   | 10        |
| 15 км      | Оддвар Бро        | 43:05.64   | 9         |
| 15 км      | Уве Аунлі         | 42:28.62   | 3         |
| 30 км      | Пер Кнут Оланд    | 1'31:26.58 | 16        |
| 30 км      | Оддвар Бро        | 1'30:46.70 | 12        |
| 30 км      | Ларс-Ерік Еріксен | 1'30:34.34 | 10        |
| 30 км      | Уве Аунлі         | 1'29:54.02 | 8         |
| 50 км      | К'єль Якоб Сольє  | 2'38:06.07 | 24        |
| 50 км      | Андерс Баккен     | 2'35:33.26 | 15        |
| 50 км      | Оддвар Бро        | 2'31:46.83 | 7         |
| 50 км      | Ларс-Ерік Еріксен | 2'30:53.03 | 4         |

Чоловіки, 4 × 10 км естафета
| Спортсмени                                            | Дистанція  | Дистанція |
| Спортсмени                                            | Час        | Місце     |
| ----------------------------------------------------- | ---------- | --------- |
| Ларс-Ерік Еріксен Пер Кнут Оланд Уве Аунлі Оддвар Бро | 1'58:45.77 | 2         |

Жінки
| Дисципліна | Спортсмен      | Дистанція | Дистанція |
| Дисципліна | Спортсмен      | Час       | Місце     |
| ---------- | -------------- | --------- | --------- |
| 5 км       | Анетте Боє     | 16:17.35  | 24        |
| 5 км       | Бріт Петтерсен | 16:03.58  | 21        |
| 5 км       | Маріт Мюрмель  | 15:58.11  | 18        |
| 5 км       | Беріт Аунлі    | 15:48.93  | 14        |
| 10 км      | Геге Пейклі    | 34:05.03  | 37        |
| 10 км      | Гільде Ріїс    | 33:08.68  | 30        |
| 10 км      | Маріт Мюрмель  | 32:25.14  | 20        |
| 10 км      | Беріт Аунлі    | 31:46.11  | 13        |

Жінки, 4 × 5 км естафета
| Спортсмени                                          | Дистанція  | Дистанція |
| Спортсмени                                          | Час        | Місце     |
| --------------------------------------------------- | ---------- | --------- |
| Бріт Петтерсен Анетте Боє Маріт Мюрмель Беріт Аунлі | 1'04:13.50 | 3         |

## Стрибки з трампліна
| Спортсмен    | Дисципліна          | Стрибок 1 | Стрибок 1 | Стрибок 2 | Стрибок 2 | Разом | Разом |
| Спортсмен    | Дисципліна          | Відстань  | Бали      | Відстань  | Бали      | Бали  | Місце |
| ------------ | ------------------- | --------- | --------- | --------- | --------- | ----- | ----- |
| Івар Мобекк  | нормальний трамплін | 74.0      | 97.6      | 80.5      | 111.0     | 208.6 | 27    |
| Пер Бергеруд | нормальний трамплін | 80.0      | 110.7     | 81.0      | 113.3     | 224.0 | 18    |
| Рогер Рууд   | нормальний трамплін | 81.0      | 113.3     | 84.5      | 120.9     | 234.2 | 13    |
| Йоган Сетре  | нормальний трамплін | 83.0      | 118.0     | 81.0      | 113.8     | 231.8 | 14    |
| Йоган Сетре  | великий трамплін    | 97.0      | 102.0     | 95.0      | 100.2     | 202.2 | 31    |
| Івар Мобекк  | великий трамплін    | 99.0      | 102.8     | 102.5     | 109.7     | 212.5 | 24    |
| Пер Бергеруд | великий трамплін    | 108.0     | 120.9     | 98.0      | 103.9     | 224.8 | 16    |
| Рогер Рууд   | великий трамплін    | 110.0     | 122.7     | 109.0     | 120.3     | 243.0 | 6     |

## Хокей
- Склад команди

- Джим Мартінсен
- Торе Волберг
- Нільс Нільсен
- Тор Мартінсен
- Трунд Абрагамсен
- Руне Молберг
- Оювінд Лосомоен
- Ерік Педерсен
- Оюстейн Ярлсбо
- Гокон Лунденес
- Гейр Мюгре
- Мортен Йогансен
- Мортен Сетеренг
- Кнут Андресен
- Торе Фальх Нільсен
- Том Роюмарк
- Відар Йогансен
- Петтер Торесен
- кнут Ф'єльдсгорд
- Стефен Фойн

- Головний тренер: Рональд Петтерсен

Перший раунд, блакитний дивізіон
|  | Команди, що пройшли у фінальний раунд |
|  | Команда, що пройшла в утішний раунд   |

| Команда        | GP | W | L | T | GF | GA | Pts |
| -------------- | -- | - | - | - | -- | -- | --- |
| Швеція         | 5  | 4 | 0 | 1 | 26 | 7  | 9   |
| США            | 5  | 4 | 0 | 1 | 25 | 10 | 9   |
| Чехословаччина | 5  | 3 | 2 | 0 | 34 | 16 | 6   |
| Румунія        | 5  | 1 | 3 | 1 | 13 | 29 | 3   |
| ФРН            | 5  | 1 | 4 | 0 | 21 | 30 | 2   |
| Норвегія       | 5  | 0 | 4 | 1 | 9  | 36 | 1   |